# Luperina madeirae
Luperina madeirae é uma espécie de insetos lepidópteros, mais especificamente de traças, pertencente à família Noctuidae.
A autoridade científica da espécie é Fibiger, tendo sido descrita no ano de 2005.
Trata-se de uma espécie presente no território português.